# God of Love
Pour plus de détails, voir Fiche technique et Distribution.
God of Love est un court-métrage américain réalisé par Luke Matheny, sorti en 2010 au cinéma.

## Synopsis
Raymond, chanteur de jazz, est amoureux de la batteuse de son groupe. Un jour, il croit trouver le signe qu'ils sont faits l'un pour l'autre.

## Fiche technique
- Réalisation, scénario et rôle principal : Luke Matheny
- Production :

Ryan Silbert
Gigi Dement
Stefanie Walmsley
Stephen Dypiangco
- Direction de la photographie : Bobby Webster
- Musique : Sasha Gordon
- Format : 1.78 : 1
- En noir et blanc
- Durée : 18 minutes

## Distribution
- Luke Matheny - Raymond " Ray " Goodfellow
- Marian Brock - Kelly
- Christopher Hirsh - Fozzie
- Emily Young - Angela
- Miguel Rosales - Frank

## Prix et nominations
Le film a reçu l'Oscar du meilleur court-métrage à l'Academy Awards, à Los Angeles, en 2011.

## Sources
- God of Love sur Allociné
- God of Love sur IMDB